# Скорбура
Скорбура (рум. Scorbura) — село у повіті Олт в Румунії. Входить до складу комуни Кирлогань.
Село розташоване на відстані 153 км на захід від Бухареста, 18 км на північний захід від Слатіни, 34 км на північний схід від Крайови.

## Населення
За даними перепису населення 2002 року у селі проживали 327 осіб, усі — румуни. Усі жителі села рідною мовою назвали румунську.